# Malattia da deposizione di cristalli di calcio pirofosfato diidrato
La malattia da deposizione di cristalli di calcio pirofosfato diidrato, talvolta chiamata pseudogotta, è tipicamente un'artrite causata dal deposito di cristalli di pirofosfato di calcio diidrato (PPCD) nelle articolazioni e nei tessuti connettivi: è una malattia monoarticolare, che colpisce una sola articolazione per volta, in particolare il ginocchio, ma anche spalla e caviglia.

## Storia
Come entità clinica specifica la pseudogotta fu identificata per la prima volta dagli autori D. Žitňan e Š. Sit'Aj in alcune famiglie slovacche.

## Epidemiologia
La pseudogotta, che può causare notevole dolore, ma non è mai fatale, colpisce persone di tutte le etnie e negli Stati Uniti, colpisce circa il 50% della popolazione oltre gli 85 anni. Un tempo si riteneva che la malattia non presentasse una predilezione per un determinato genere, tuttavia studi più recenti sembrano indicare che le donne abbiano un rischio leggermente più elevato rispetto agli uomini, con un rapporto stimato di occorrenza di 1,4:1. La prevalenza della malattia è circa di un malato ogni mille individui.

## Eziologia
La malattia da deposito di PPCD può avere, in un quarto dei casi, una causa genetica, con ereditarietà autosomica dominante, dovuta a mutazioni dei geni CCAL1, CCA2 e ANHK. Il disturbo può derivare anche da cause metaboliche, in particolare da malattie come l'iperparatiroidismo, la malattia di Wilson, l'emocromatosi, l'ipotiroidismo, l'ipofosfatemia, l'ipomagnesiemia, la gotta e l'ocronosi.

## Segni e sintomi
Il disturbo è più comune negli individui anziani. La malattia è nella maggior parte dei casi clinicamente non evidente (condrocalcinosi asintomatica) e viene diagnosticata accidentalmente quando viene eseguito un esame radiologico per altri motivi, oppure un patologo si trova ad analizzare alcuni campioni ortopedici e viene ad identificare i caratteristici depositi cristallini.
La condrocalcinosi è quindi spesso asintomatica ed un reperto incidentale, ma può essere associata ad un'osteoartrite, con la sintomatologia tipica di quest'ultima, oppure può presentarsi come un'artrite infiammatoria acuta (pseudogotta) o cronica (pseudo-artrite reumatoide) che causa dolore in una o più articolazioni. L'artrite acuta, subacuta o cronica può manifestarsi all'articolazione del ginocchio oppure in un'altra grande articolazione (ad esempio l'anca).
L'artrite, o l'artropatia, è di solito poliarticolare (cioè comporta il coinvolgimento infiammatorio o meno di diverse articolazioni del corpo), sebbene possa iniziare come monoarticolare (cioè confinata in una sola articolazione). I cristalli di pirofosfato calcico diidrato tendono a formarsi all'interno dei tessuti articolari.
Teoricamente qualsiasi articolazione corporea può essere interessata, ma le statistiche mostrano che le ginocchia sono le articolazioni più comunemente interessate, seguite poi dai polsi e dalle anche. 
Gli episodi di artrite tipici della pseudogotta tendono a perdurare per 2-4 settimane e si ripresentano ad intervalli irregolari e si accompagnano a malessere generale e alterazioni aspecifiche delle proteine sieriche.

## Diagnosi
La malattia da deposizione di cristalli di pirofosfato di calcio viene sospettata in soggetti anziani, in particolare se affetti da artrite infiammatoria (pseudogotta).
In acuto, la diagnosi richiede l'esecuzione di imaging radiologico, che può evidenziare quadri di degenerazione articolare, ma si basa soprattutto sull'analisi del liquido sinoviale e l'identificazione dei cristalli di pirofosfato calcico diidrato (PPCD). 
La radiologia ha un ruolo importante nell'identificare marker di condrocalcinosi: sia l'esecuzione di radiografie standard, sia l'ecografia dei tessuti molli e articolare, sia la tomografia computerizzata convenzionale e dual energy e/o la risonanza magnetica hanno un ruolo nel processo diagnostico della malattia.
Gli esami radiografici possono mettere in evidenza la presenza di multiple calcificazioni, lineari o talvolta punteggiate, in corrispondenza della cartilagine articolare e, in particolare, delle fibrocartilagini (in ginocchio e polso). L'ecografia può identificare la presenza di foci ecogenici senza ombra acustica all'interno della cartilagine ialina, reperto suggestivo di condrocalcinosi. Il riscontro di questi reperti è diagnostico se la distribuzione è poliarticolare caratteristica, ma quasi mai in acuto (pseudogotta) e con interessamento monoarticolare consente di escludere patologie come la gotta o un processo infettivo dell'articolazione.
Le scansioni della TAC e della risonanza magnetica possono mostrare masse calcifiche (solitamente all'interno dei legamenti o della capsula articolare), ma anch'esse raramente forniscono una diagnosi di certezza. In sintesi, nonostante la disponibilità di tutti questi approcci strumentali la CPPD presenta somiglianze con diverse altre malattie articolari, considerando i suoi possibili differenti quadri clinici, come la spondilite anchilosante, la gotta e l'artrite reumatoide.
L'artrocentesi, ovvero l'aspirazione di liquido sinoviale dall'articolazione interessata, viene eseguita per ricercare i cristalli di pirofosfato di calcio diidrato nel liquido sinoviale dei soggetti affetti da pseudogotta. Quando il campione di aspirato viene colorato con colorazione ematossilina eosina, i cristalli di pirofosfato di calcio diidrato appaiono di colore blu scuro ("basofili"). Tuttavia, i cristalli di pirofosfato dicalcio sono molto più noti per il loro caratteristico aspetto romboidale e la mancata birifrangenza (o solo debole birifrangenza) sulla microscopia a luce polarizzata: ancora oggi questo metodo rimane la modalità più affidabile per identificare i cristalli al microscopio.
Sfortunatamente anche questo metodo si caratterizza per una scarsa sensibilità e specificità e risente dell'esperienza dell'operatore.
Queste due modalità (imaging radiologico e artrocentesi con analisi del liquido sinoviale) sono attualmente lo standard per la diagnosi di condrocalcinosi, ma mancano di accuratezza diagnostica se non adeguatamente inseriti nel contesto clinico del paziente.

## Trattamento
Nei soggetti con pseudogotta acuta, i trattamenti possibili comprendono l'iniezione intraarticolare di corticosteroidi, l'assunzione di corticosteroidi per via sistemica, la somministrazione di Farmaci antinfiammatori non steroidei (FANS) o, occasionalmente, colchicina di mantenimento. Generalmente la sintomatologia legata alla presenza di versamento articolare acuto si risolve sottoponendo il paziente all'aspirazione del liquido articolare e all'infiltrazione di cortisone nello spazio articolare (tipicamente prednisolone acetato, 40 mg, nel ginocchio).

I FANS (es. indometacina, naprossene o altri) possono essere efficaci e spesso arrestano in breve tempo l'attacco acuto quando vengono somministrati alle consuete dosi antinfiammatorie. Alcuni medici li propongono a basso dosaggio come trattamento preventivo della CPPD.

In caso di insuccesso dei precedenti trattamenti è possibile ricorrere alla idrossiclorochina, o al metotrexate: l'utilizzo di quest'ultimo farmaco è stato recentemente messo in discussione.  Più recentemente, e in via sperimentale, è stata anche tentata la rimozione per via chirurgica delle calcificazioni. Anche la radiosinoviortesi può essere usata con intento palliativo nelle forme croniche refrattarie alle altre terapie.